# Ulf Kirsten
Pour les articles homonymes, voir Kirsten.
Ulf Kirsten est un footballeur allemand né le 4 décembre 1965 à Riesa. Il évoluait au poste d'attaquant. 
Cet attaquant prolifique (182 buts en 350 matchs de Bundesliga) a disputé 100 matchs internationaux avec deux sélections nationales. D'origine est-allemande, il compte 49 sélections avec l'équipe de RDA et 51 avec l'équipe d'Allemagne.

## Biographie
Kirsten n'a évolué que pour deux clubs durant sa longue carrière de footballeur : le Dynamo Dresde et le Bayer Leverkusen. Entre 1983 et 1990, il est l'un des meilleurs footballeurs du championnat de RDA, inscrivant 57 buts en 154 matchs sous les couleurs du Dynamo. Lorsque le Mur de Berlin tombe et que l'Allemagne est unifiée en 1990, il est l'un des premiers Ossie (surnom donné aux Allemands de l'Est) à rejoindre la Bundesliga. Sous les couleurs de son nouveau club le Bayer Leverkusen, il se révélera aussi prolifique qu'à Dresde: puisqu'il inscrira 182 buts en 350 matchs de championnat, faisant de lui le sixième meilleur buteur allemand de la compétition.
Joueur petit, au centre de gravité bas à l'image d'un Gerd Müller, il fut sélectionné à la fois en équipe de RDA et en équipe d'Allemagne et a participé aux coupes du monde 1994 et 1998 et à l'Euro 2000. Il a pris sa retraite de joueur à l'issue de la saison 2002-2003, à 37 ans.
Si l'on additionne ses matchs disputés dans le championnat est-allemand et ceux disputés dans le championnat de l'Allemagne unifiée, il a marqué 239 buts en 504 matchs, des statistiques supérieures à celles de Jupp Heynckes, (220 buts en 369 matchs) et troisième meilleur buteur du championnat.
Son fils Benjamin est joueur professionnel de football.
Il est surnommé en Allemagne "der Schwatte" ("le Noir"), en raison de ses cheveux noirs.

## Carrière
- 1983-1990 : Dynamo Dresde  Allemagne de l'Est
- 1990-2003 : Bayer Leverkusen  Allemagne[2]

## Palmarès

### En club
- Champion de RDA en 1989 et en 1990 avec le Dynamo Dresde
- Vainqueur de la Coupe de RDA en 1990 avec le Dynamo Dresde
- Vainqueur de la Coupe d'Allemagne en 1993 avec le Bayer Leverkusen
- Finaliste de la Ligue des Champions en 2002 avec le Bayer Leverkusen
- Vice-champion d'Allemagne en 1997, 1999, 2000 et en 2002 avec le Bayer Leverkusen
- Finaliste de la Coupe d'Allemagne en 2002 avec le Bayer Leverkusen

### Distinctions individuelles
- Meilleur buteur de la Bundesliga en 1993 (20 buts), 1997 (22 buts) et en 1998 (22 buts) avec le Bayer Leverkusen
- Meilleur buteur de la Coupe d'Europe des Vainqueurs de Coupe en 1994 (5 buts)
- Meilleur buteur de la Coupe de l'UEFA en 1995 (10 buts)
- Joueur allemand de l'année de RDA en 1990
- 6e meilleur buteur de Bundesliga avec 182 buts sans compter ceux du Dynamo Dresde (Championnat de RDA).